# Frauenzimmer-Lexicon

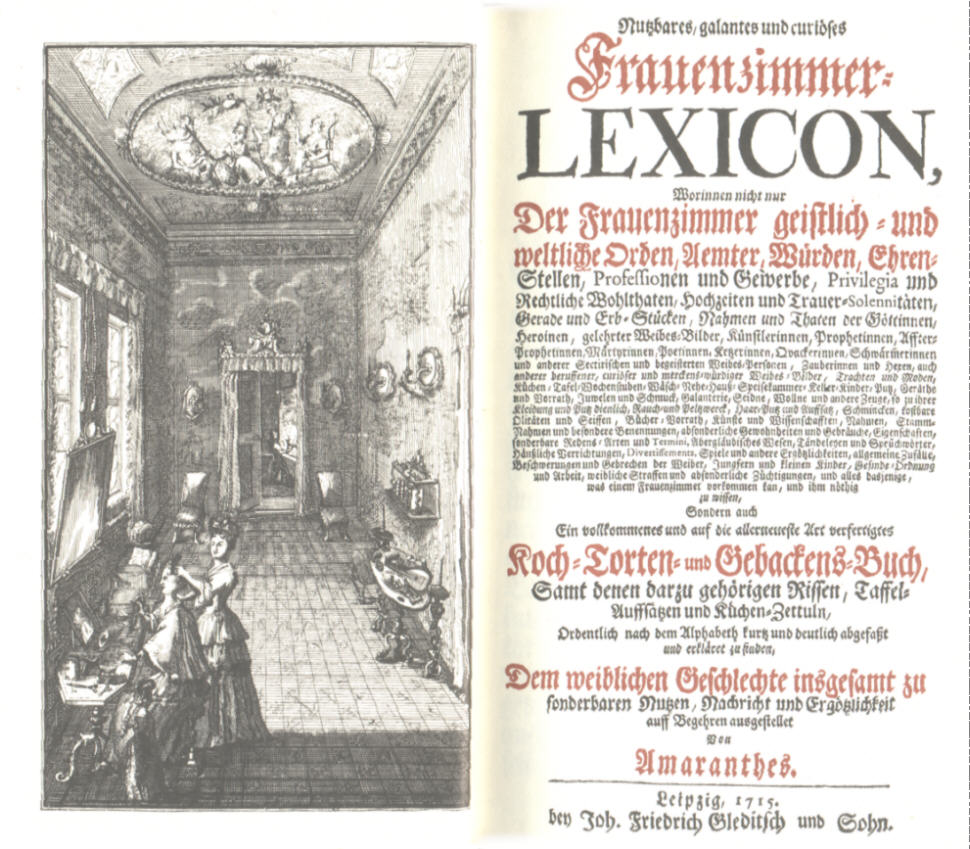
Amaranthes, Frauenzimmer-Lexicon (Leipzig: J. Fr. Gleditsch & Sohn, 1715).

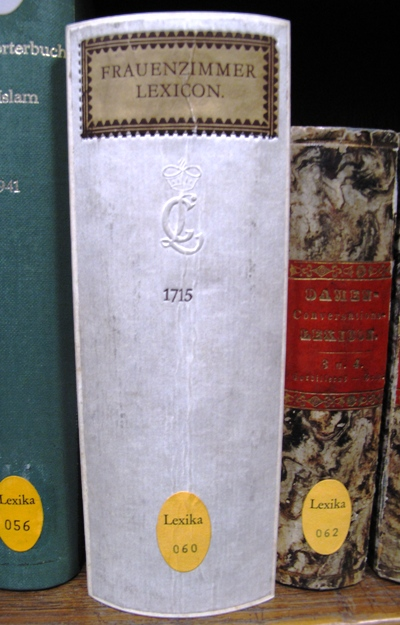
Frauenzimmer Lexicon – Originalausgabe von 1715 – Libri rari im Deutschen Museum München

Frauenzimmer-Lexicon ist der gebräuchliche Kurztitel des Lexikons, das Gottlieb Siegmund Corvinus unter dem Pseudonym Amaranthes 1715 im Leipziger Verlag Johann Friedrich Gleditschs auf den Markt brachte. 1739 und 1773 erschienen jeweils überarbeitete Neuauflagen. Es sollte das erste deutschsprachige speziell an Frauen gerichtete Lexikon werden.
Die Titelseite bietet einen umfassenden Inhaltsüberblick. Nachfolgend das Transkript:
Nutzbares, galantes und curiöses| Frauenzimmer-|Lexicon,| Worinnen nicht nur| Der Frauenzimmer geistlich- und| weltliche Orden, Aemter, Würden, Ehren-|Stellen, Professionen und Gewerbe, Privilegia und| rechtliche Wohlthaten, Hochzeiten und Trauer-Solennitäten,| Gerade und Erb-Stücken, Nahmen und Thaten der Göttinen,| Heroinen, gelehrter Weibes-Bilder, Künstlerinnen, Prophetinnen, Affter-| Prophetinnen, Märtyrinnen, Poetinnen, Ketzerinnen, Quackerinnen, Schwärmerinnen| und anderer Sectirischen und begeisterten Weibes-Personen, Zauberinnen und Hexen, auch| anderer beruffener, curiöser und merckens-würdiger Weibes-Bilder, Trachten und Moden,| Küchen- Tafel- Wochenstuben- Wäsch- Nehe- Hauß- Speisekammer- Keller- Kinder-Putz, Geräthe| und Vorrath, Juwelen und Schmuck, Galanterie, Seidne, Wollne und andere Zeuge, so zu ihrer| Kleidung und Putz dienlich, Rauch- und Peltzwerck, Haar-Putz und Auffsatz, Schmincken, kostbare| Olitäten und Seiffen, Bücher-Vorrath, Künste und Wissenschafften, Nahmen, Stamm-|Nahmen und besondere Benennungen, absonderliche Gewohnheiten und Gebräuche, Eigenschaften,| sonderbare Redens-Arten und Termini, Abergläubisches Wesen, Tändeleyen und Sprüchwörter,| Häußliche Verrichtungen, Divertissements, Spiele und andere Ergötzlichkeiten, allgemeine Zufälle, Beschwerungen und Gebrechen der Weiber, Jungfern und kleinen Kinder, Gesinde-Ordnung| und Arbeit, weibliche Straffen absonderliche Züchtigungen, und alles dasjenige,| was einem Frauenzimmer vorkommen kan, und ihm nöthig| zu wissen| Sondern auch| Ein vollkommenes und auf die allerneueste Art verfertigtes| Koch- Torten- und Gebackens-Buch,| Samt denen darzu gehörigen Rissen, Taffel-|Auffsätzen und Küchens-Zettuln,| Ordentlich nach dem Alphabeth kurtz und deutlich abgefaßt| und erkläret zu finden,| Dem weiblichen Geschlechte insgesamt zu| sonderbaren Nutzen, Nachricht und Ergötzlichkeit| auff Begehren ausgestellet| Von| Amaranthes.| [Linie]| Leipzig, 1715.| bey Joh. Friedrich Gleditsch und Sohn.
Der Rezensent der Deutschen Acta Eruditorum notierte mit Verwunderung, dass dieses Lexikon auch Einträge bot, die jedem ein Begriff seien – Einträge zu beliebigen Haushaltsgegenständen. Gerade diese Eigenschaft lässt das Buch heute zu einer der interessantesten Quellen bürgerlichen Alltags im frühen 18. Jahrhundert werden. Der reiche städtische Haushalt ist hier in großen Zügen inventarisiert. Notiert sind die Haustiere, die Bücher im Besitz der Frau, Küchengerät, doch auch die Orte der Stadt, die für Frauen von Bedeutung sind.
Die Artikel sind nur bedingt miteinander vernetzt. Nach kurzer Lektüre ergeben sich wenige grundlegende Kategorien – das Lexikon scheint aus mehreren Einzellexika zusammengesetzt und unter ein Alphabet gebracht worden zu sein. Ein großer Teil der Artikel stammt dabei aus einem exquisiten Kochbuch, das von einfachen Rezepten bis hin zu festlichen Tafeln reicht. Einen zweiten großen Teil des Lexikons machen Frauenbiographien aus.
Eine Reihe der Artikel wurde 1732 unverändert in Johann Heinrich Zedlers Grosses vollständiges Universallexikon aller Wissenschaften und Künste übernommen.